# Os Amantes
Les amants (pt: Os Amantes/br: Os Amantes, ou Amantes) é um filme francês de 1958, do gênero drama, dirigido por Louis Malle.
Quando lançado, o filme causou muita polêmica entre setores conservadores da sociedade e a fúria da Igreja Católica em todo mundo. A obra de Malle teve problemas para ser exibido em vários países, dentre os quais a França, os Estados Unidos e o Brasil. Jeanne Moreau, que estrelara Ascensor para o Cadafalso, do mesmo diretor, novamente foi a musa desta ousada obra de Malle. A atuação da estrela do cinema francês escandalizou seu país.
Apesar de lançado em 1958, o filme só chegou ao Brasil na década de 1960, sendo alvo de processo criminal da Confederação de Famílias Cristãs, que conseguiu proibir o filme. A censura mobilizou a imprensa, levando o crítico Paulo Emílio Salles Gomes a escrever vários artigos para desprestigiar a atitude da confederação.

## Sinopse
Jeanne Tournier, 30 anos, é a esposa de um diretor de jornal de Dijon, Henri Tournier. Entediada, ela começa a fazer visitas frequentes a Maggy, uma amiga de infância que agora vive em Paris, onde conhece o playboy Raoul. Ao suspeitar que o marido a trai com a secretária, Jeanne intensifica as visitas e deixa a filha pequena cada vez mais aos cuidados de uma babá. Henry desconfia e a manda convidar para um jantar Maggy e Raoul, de quem ela já se tornara amante com o apoio da amiga. No dia do encontro, o carro quebra e Jeanne pede auxílio a Bernard, um arqueólogo que vinha pela estrada. Ele a leva até a casa, onde o marido insiste para que fique para jantar também. Durante a refeição, Jeanne se irrita tanto com o marido como com o amante ao mesmo tempo que se sente atraída por Bernard que mostra desprezo pela vida frívola parisiense e pela provinciana de Dijon. E os dois começam uma nova relação.

## Elenco
- Jeanne Moreau .... Jeanne Tournier
- Jean-Marc Bory .... Bernard
- Alain Cuny .... Henri Tournier
- Judith Magre .... Maggy
- José-Luis de Villalonga .... Raoul
- Gaston Modot .... o criado

## Principais prêmios e indicações
Festival de Veneza 1958 (Itália)
- Louis Malle recebeu o Prêmio Especial do Júri.
- Indicado ao Leão de Ouro.